# Behlendorf
Behlendorf est une commune allemande de l'arrondissement du duché de Lauenbourg, dans le Land de Schleswig-Holstein.

## Géographie
Behlendorf se situe au bord du Lac de Behlendorf, au sein du parc naturel des lacs de Lauenbourg.
| Göldenitz               | Berkenthin | Groß Disnack |
| Niendorf bei Berkenthin | Behlendorf | Kulpin       |
| Kühsen                  | Lankau     | Albsfelde    |

Behlendorf se trouve sur le canal Elbe-Lübeck.

## Histoire
Behlendorf est mentionné pour la première fois en 1194 sous le nom de « Belendorpe ».
En 1424, le village devient une exclave de Lübeck.
Pendant la Seconde Guerre mondiale, 40 prisonniers de l'Union Soviétique sont des travailleurs forcés dans l'agriculture.

## Personnalités liées à la commune
- Anke Brunn (née en 1942), ministre née à Behlendorf.